# Шишман Олександр Федорович
Олександр Федорович Шишман (нар. 4 січня 1989) — український борець греко-римського стилю, бронзовий призер чемпіонату Європи, дворазовий чемпіон, срібний та бронзовий призер чемпіонатів світу серед військовослужбовців, бронзовий призер Всесвітніх ігор військовослужбовців. Майстер спорту міжнародного класу з греко-римської боротьби.

## Життєпис
Боротьбою почав займатися з 1995 року. У 2006 році став бронзовим призером чемпіонату Європи серед кадетів. У 2008 році здобув срібну медаль чемпіонату Європи серед юніорів та бронзову медаль чемпіонату світу серед юніорів.
Виступав за спортивний клуб ЦСКА. Тренери — В'ячеслав Семенов (з 1995), Віктор Лозовий (з 2002).
Багаторазовий переможець та призер чемпіонатів України.
У квітні 2022 року з'явилася інформація, що Олександр Шишман, який числився у складі ЗСУ та отримував заробітну плату, втік до Криму, щоб не брати до рук зброю.

## Спортивні результати на міжнародних змаганнях

### Виступи на Чемпіонатах світу
| Змагання                        | Збірна  | Вагова категорія                 | Місце |
| ------------------------------- | ------- | -------------------------------- | ----- |
| Чемпіонат світу з боротьби 2014 | Україна | греко-римська боротьба, до 80 кг | 13    |
| Чемпіонат світу з боротьби 2015 | Україна | греко-римська боротьба, до 80 кг | 11    |
| Чемпіонат світу з боротьби 2017 | Україна | греко-римська боротьба, до 85 кг | 17    |

### Виступи на Чемпіонатах Європи
| Змагання                         | Збірна  | Вагова категорія                 | Місце  |
| -------------------------------- | ------- | -------------------------------- | ------ |
| Чемпіонат Європи з боротьби 2014 | Україна | греко-римська боротьба, до 80 кг | Бронза |
| Чемпіонат Європи з боротьби 2020 | Україна | греко-римська боротьба, до 97 кг | 11     |

### Виступи на Європейських іграх
| Змагання              | Збірна  | Вагова категорія                 | Місце |
| --------------------- | ------- | -------------------------------- | ----- |
| Європейські ігри 2015 | Україна | греко-римська боротьба, до 80 кг | 5     |

### Виступи на Кубках світу
| Змагання                    | Збірна  | Вагова категорія                 | Місце |
| --------------------------- | ------- | -------------------------------- | ----- |
| Кубок світу з боротьби 2016 | Україна | греко-римська боротьба, до 85 кг | 7     |

### Виступи на Чемпіонатах світу серед військовослужбовців
| Змагання                                                  | Збірна  | Вагова категорія                 | Місце  |
| --------------------------------------------------------- | ------- | -------------------------------- | ------ |
| Чемпіонат світу з боротьби серед військовослужбовців 2010 | Україна | греко-римська боротьба, до 84 кг | Золото |
| Чемпіонат світу з боротьби серед військовослужбовців 2013 | Україна | греко-римська боротьба, до 84 кг | Золото |
| Чемпіонат світу з боротьби серед військовослужбовців 2014 | Україна | греко-римська боротьба, до 80 кг | Срібло |
| Чемпіонат світу з боротьби серед військовослужбовців 2016 | Україна | греко-римська боротьба, до 85 кг | Бронза |

### Виступи на Всесвітніх іграх військовослужбовців
| Змагання                                | Збірна  | Вагова категорія                 | Місце  |
| --------------------------------------- | ------- | -------------------------------- | ------ |
| Всесвітні ігри військовослужбовців 2015 | Україна | греко-римська боротьба, до 80 кг | Бронза |

### Виступи на інших змаганнях
| Змагання                                                       | Збірна  | Вагова категорія                 | Місце  |
| -------------------------------------------------------------- | ------- | -------------------------------- | ------ |
| Кубок Арво Хаавісто 2010                                       | Україна | греко-римська боротьба, до 84 кг | Золото |
| Турнір Вехбі Емре 2011                                         | Україна | греко-римська боротьба, до 84 кг | 7      |
| Меморіал Олега Караваєва 2011                                  | Україна | греко-римська боротьба, до 84 кг | 7      |
| Кубок Владислава Пітласинські 2012                             | Україна | греко-римська боротьба, до 84 кг | 5      |
| Кубок Арво Хаавісто 2012                                       | Україна | греко-римська боротьба, до 84 кг | Бронза |
| Меморіал Іона Корнеану 2013                                    | Україна | греко-римська боротьба, до 84 кг | Бронза |
| Меморіал Олега Караваєва 2013                                  | Україна | греко-римська боротьба, до 84 кг | 7      |
| Турнір Дана Колова — Николи Петрова 2014                       | Україна | греко-римська боротьба, до 80 кг | Бронза |
| Гран-прі Німеччини з боротьби 2014                             | Україна | греко-римська боротьба, до 80 кг | 8      |
| Відкритий чемпіонат Загреба з боротьби 2015                    | Україна | греко-римська боротьба, до 85 кг | Бронза |
| Гран-прі FILA 2015                                             | Україна | греко-римська боротьба, до 85 кг | 13     |
| Кубок Тахті 2016                                               | Україна | греко-римська боротьба, до 85 кг | Бронза |
| Київський Міжнародний турнір з боротьби 2017                   | Україна | греко-римська боротьба, до 85 кг | Срібло |
| Турнір Дана Колова — Николи Петрова 2017                       | Україна | греко-римська боротьба, до 85 кг | 9      |
| Меморіал Олега Караваєва 2017                                  | Україна | команда                          | 6      |
| Київський Міжнародний турнір з боротьби 2018                   | Україна | греко-римська боротьба, до 87 кг | 5      |
| Турнір Дана Колова — Николи Петрова 2018                       | Україна | греко-римська боротьба, до 87 кг | 5      |
| Кубок Владислава Пітласинські 2018                             | Україна | греко-римська боротьба, до 87 кг | Срібло |
| Тор Мастерс 2019                                               | Україна | греко-римська боротьба, до 97 кг | 10     |
| Київський Міжнародний турнір з боротьби 2019                   | Україна | греко-римська боротьба, до 97 кг | Срібло |
| Меморіал Олега Караваєва 2019                                  | Україна | греко-римська боротьба, до 97 кг | 18     |
| Олімпійський кваліфікаційний турнір з боротьби 2020 (Будапешт) | Україна | греко-римська боротьба, до 97 кг | 14     |

### Виступи на змаганнях молодших вікових груп
| Змагання                                       | Збірна  | Вагова категорія                 | Місце  |
| ---------------------------------------------- | ------- | -------------------------------- | ------ |
| Чемпіонат Європи з боротьби серед кадетів 2006 | Україна | греко-римська боротьба, до 76 кг | Бронза |
| Чемпіонат Європи з боротьби серед юніорів 2008 | Україна | греко-римська боротьба, до 84 кг | Срібло |
| Чемпіонат світу з боротьби серед юніорів 2008  | Україна | греко-римська боротьба, до 84 кг | Бронза |
| Чемпіонат світу з боротьби серед юніорів 2009  | Україна | греко-римська боротьба, до 84 кг | 15     |